# Regen ist schön
Singles de Mireille Mathieu
Hans im Glück
(1972) Roma, Roma, Roma
(1973)
Regen ist schön est une chanson allemande interprétée par la chanteuse française Mireille Mathieu sorti en 1973 sous le label Ariola. Cette chanson a une version française Pleure mon cœur sorti en 1972 sur l'album Mireille Mathieu.